# ピュイスガン
ピュイスガン（フランス語発音: [pɥisɡɛ̃] ;オック語: Puègseguin）は、フランス南西部のヌーヴェルアキテーヌ地域圏ジロンド県にあるコミューンであり、リブルヌの東15kmに位置する。
2015年10月に起きたバスと大型トラックの衝突事故で43人の死者を出したことで知られている。

## 人口
1968年までは人口増加がみられたが、以降は一貫して人口減少が進んでいる。1990年代の急速な人口減少により人口が1000人の大台を割った。2000年代に入ると、減少幅の低下がみられているが、人口減少傾向にあることは変わりない。